# Magda Goebbels
Johanna Maria Magdalena «Magda» Goebbels, nacida Ritschel (Berlín, 11 de noviembre de 1901 - Berlín, 1 de mayo de 1945) fue la esposa del Ministro de Propaganda nazi Joseph Goebbels. Miembro prominente del Partido Nazi, fue amiga, aliada y partidaria de Adolf Hitler. Algunos historiadores se refieren a ella como la primera dama no oficial de la Alemania nazi, mientras que otros expertos otorgan dicho título a la actriz Emmy Göring.
Cuando la derrota de Hitler se hizo evidente durante la batalla de Berlín, al final de la Segunda Guerra Mundial, Magda y su esposo asesinaron a sus hijos antes de suicidarse en los jardines de la Cancillería del Reich. Su primogénito, Harald Quandt, fruto de su primer matrimonio, fue el único de sus hijos en sobrevivirla.

## Biografía

### Primeros años
Magda nació el 11 de noviembre de 1901 en Berlín, Alemania, hija de Auguste Behrend y el ingeniero Oskar Ritschel. La pareja contrajo matrimonio más tarde ese mismo año, divorciándose en 1905. Algunas fuentes sugieren que ambos se casaron antes del nacimiento de Magda, si bien no existen evidencias que apoyen este hecho. Cuando Magda tenía cinco años, su madre la envió a Colonia para que se quedase con Ritschel, quien más tarde la llevó a Bruselas, Bélgica, donde ingresó en el Convento de las Úrsulas de Vilvoorde. Allí, Magda era recordada como «una niña activa e inteligente».
Su madre contrajo matrimonio en 1908 con su amigo de antes, el magnate judío Richard Friedländer, trasladándose con él a Bruselas el mismo año.. En 2016 se anunció que Friedländer podría haber sido el padre biológico de Magda. Su permiso de residencia, hallado en los archivos de Berlín, establecía que Magda era su hija biológica. No obstante, de acuerdo con otra fuente, Friedländer únicamente la adoptó cuando contrajo nupcias con su madre. Desde 1908 hasta el estallido de la Primera Guerra Mundial, la familia permaneció en Bruselas. Tras la invasión alemana, todos los alemanes fueron obligados a abandonar Bélgica en condición de refugiados con el fin de evitar represalias por parte de los ciudadanos belgas. Magda se trasladó junto con su madre a Berlín, donde asistió al Kolmorgen Lycée, trasladándose su padrastro poco después. Behrend se divorció de Friedländer en 1914, ingresando Magda en 1919 en el prestigioso internado para niñas de Holzhausen, cerca de Goslar.

### Matrimonio con Günther Quandt
En 1920, durante un viaje en tren de regreso al internado, Magda conoció a Günther Quandt, un rico industrial alemán el cual le doblaba la edad, empezando Magda a ser cortejada por él poco después. Günther le pidió cambiar su apellido nuevamente a Ritschel (Magda había llevado hasta entonces el apellido de su padrastro por deseo propio), cambiando a su vez el catolicismo por el protestantismo. Ambos se casaron el 4 de enero de 1921, dando Magda a luz a su primer hijo, Harald Quandt, el 1 de noviembre del mismo año. Magda empezó a sentirse frustrada en su matrimonio poco después debido al poco tiempo que Günther pasaba con ella, siendo el principal interés de Quandt la expansión de su imperio. Magda fue dejada al cargo de seis niños: Su hijo Harald, dos hijos del matrimonio previo de Günther, y tres niños hijos de un amigo fallecido.
En octubre de 1927, la pareja visitó Estados Unidos para negociar con la H. Lloyd Electric Storage Battery Company, en Filadelfia, Pensilvania, durando el viaje dos meses. En 1929, Quandt descubrió que Magda mantenía una aventura, por lo que tomó la decisión de separarse, divorciándose de ella ese mismo año tras llegar a un generoso acuerdo para Magda.

### Matrimonio con Joseph Goebbels

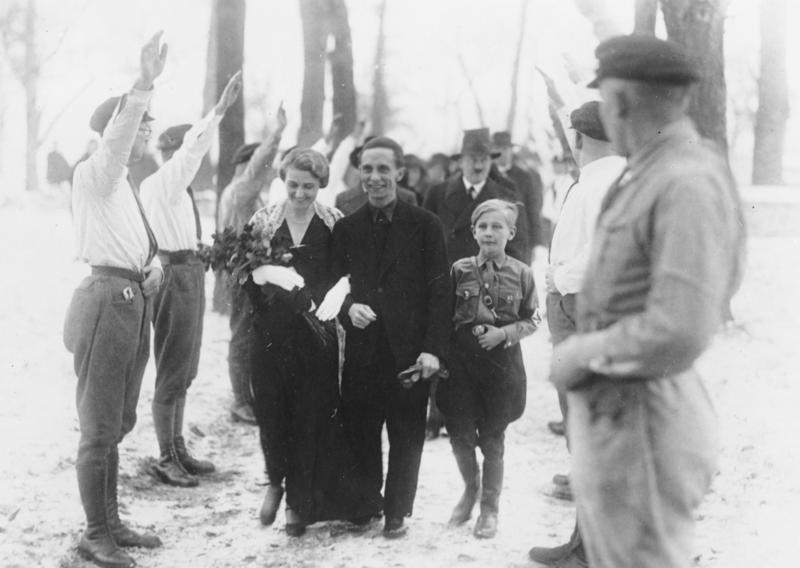
Joseph y Magda el día de su boda. Adolf Hitler, quien figura detrás de la pareja, sirvió como padrino del novio.

En 1930, Magda asistió a un congreso del Partido Nazi, donde quedó fascinada por uno de los oradores, Joseph Goebbels, por aquel entonces gauleiter de Berlín. Magda se unió al partido el 1 de septiembre de 1930, realizando inicialmente trabajos voluntarios, si bien nunca se caracterizó por ser activamente política. Magda se trasladó de la rama local del partido a los cuarteles en Berlín, sirviendo por un breve periodo de tiempo como secretaria de Hans Meinshausen, delegado de Joseph Goebbels, antes de ser invitada a hacerse cargo de los papeles privados del propio Goebbels. Tanto Magda como él iniciaron una relación amorosa durante un viaje con amigos a Weimar en febrero de 1931, empezando en el mes de abril a hacer planes de futuro. Goebbels escribió en su diario: «Hemos hecho un voto solemne el uno al otro: Cuando hayamos conquistado el Reich, nos convertiremos en marido y mujer. Soy muy feliz». El apartamento de Magda en la Theodor-Heuss-Platz (en aquel entonces denominada Reichskanzlerplatz) pronto se convirtió en el lugar de reunión preferido por Adolf Hitler y otros oficiales del NSDAP.
Para el mes de septiembre, la relación entre ambos empezaba a experimentar problemas. Goebbels solía estar celoso y preocupado por el cariño que Hitler sentía hacia Magda, adelantando la fecha de la boda y casándose la pareja el 19 de diciembre de 1931, con Hitler como uno de los testigos del enlace. Otto Wagener sostuvo que el matrimonio fue hasta cierto punto arreglado; debido a que Hitler tenía intención de permanecer soltero, se ha sugerido que como esposa de un destacado oficial nazi de primera línea, Magda podría actuar eventualmente como «primera dama del Tercer Reich». Sus contactos y su pertenencia a la alta sociedad pudieron así mismo haber influenciado positivamente a Goebbels para llevar a cabo la unión, destacando Peter Longerich el hecho de que Magda era también una mujer ambiciosa. Hitler, quien se sentía fascinado por Magda, fue amigo cercano de la pareja en los primeros años de matrimonio; el político disfrutaba estando en el apartamento de los Goebbels en Berlín, donde podía relajarse, encariñándose igualmente con los hijos de la pareja. Hitler solía llegar al apartamento por la noche y, en los últimos años, era frecuente que se sentase al igual que los Goebbels con la pequeña Helga (nacida en 1932) en su regazo mientras charlaba con el matrimonio.

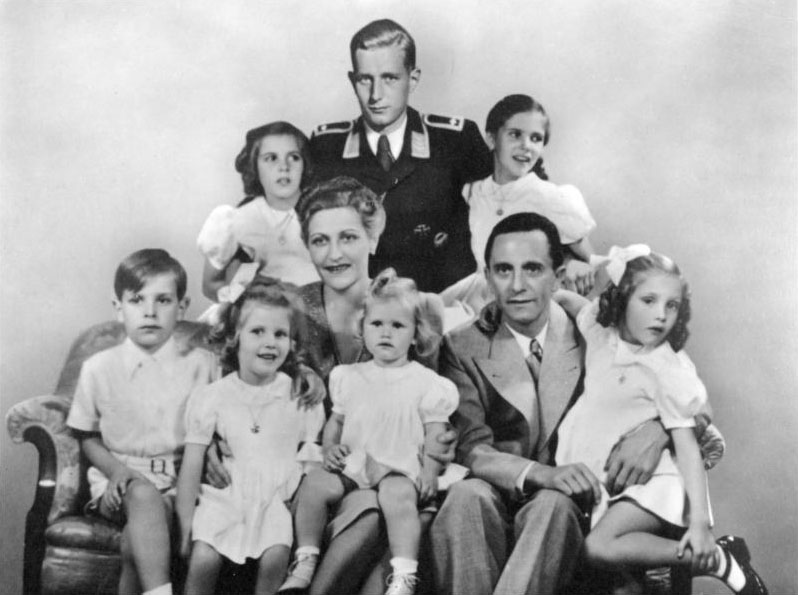
La familia Goebbels en 1942. Detrás: Hildegard, Harald y Helga; delante: Helmut, Hedwig, Magda, Heidrun, Joseph y Holdine. En esta imagen, la cual fue objeto de manipulación, el uniforme de Harald, quien se encontraba cumpliendo deberes militares, fue insertado y retocado

Magda tuvo una relación cercana con Hitler, convirtiéndose en miembro de su círculo de amistades femeninas. Magda actuaba como representante no oficial del régimen, recibiendo cartas llegadas desde cualquier punto geográfico de Alemania en las que diversas mujeres realizaban preguntas sobre temas domésticos y relacionados con la problemática de la custodia de los hijos.
Después de 1933, la familia Goebbels empezó a acostumbrarse al lujoso estilo de vida derivado de su alta posición social. Su hogar en Berlín fue remodelado por Albert Speer, pasando la familia la primavera y los veranos en Kladow. En 1936 adquirieron una villa en la isla Schwanenwerder y, posteriormente, otra en Bogensee, cerca de Wandlitz, en Brandenburgo. Joseph y Magda Goebbels tuvieron seis hijos: Helga Susanne (1932), Hildegard «Hilde» Traudel (1934), Helmut Christian (1935), Holdine «Holde» Kathrin (1937), Hedwig «Hedda» Johanna (1938) y Heidrun «Heide» Elisabeth (1940).

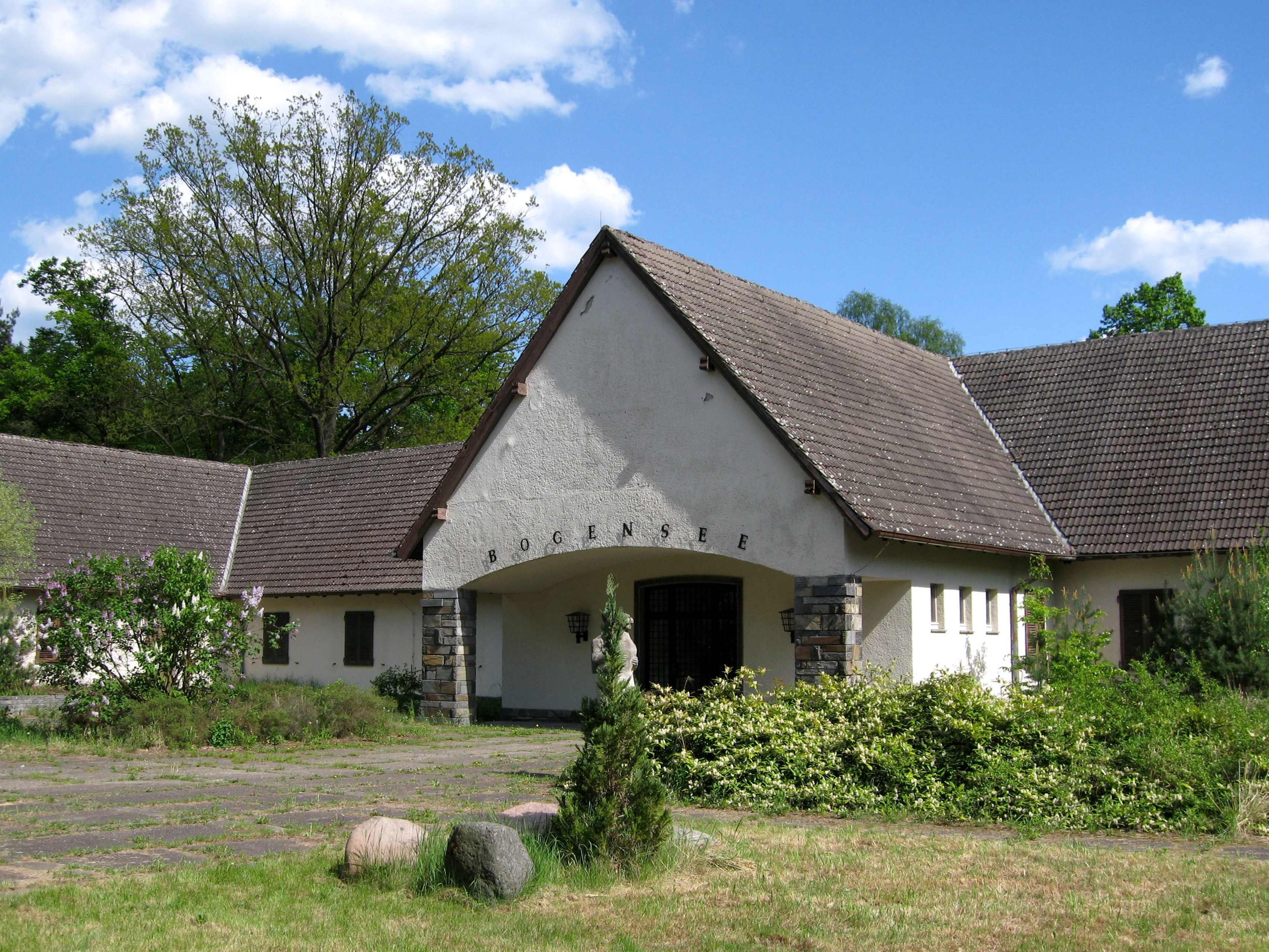
Villa de la familia Goebbels en Bogensee en 2008.

Joseph Goebbels tuvo numerosas relaciones extramatrimoniales. En 1936, el político conoció a la actriz checa Lída Baarová, iniciando una intensa relación amorosa con ella en el invierno de 1937, lo que motivó a Magda a mantener una larga conversación con Hitler al respecto el 15 de agosto de 1938. Deseoso de evitar cualquier tipo de escándalo que pudiese involucrar a uno de sus principales ministros, Hitler ordenó a Goebbels poner fin a dicha relación. Desde entonces, tanto Magda como su marido continuaron llevando un matrimonio tranquilo y sin problemas aparentes hasta el mes de septiembre, cuando la pareja tuvo una pelea, debiendo Hitler actuar de nuevo insistiendo en que ambos siguiesen juntos, arreglando el propio Hitler que varias fotos publicitarias de él junto con el matrimonio reconciliado fuesen tomadas en octubre de 1938. Magda también cometió infidelidades, incluyendo una relación extramatrimonial con el miembro del Partido Nazi Kurt Ludecke en 1933 y con el político Karl Hanke en 1938.

### Segunda Guerra Mundial
Tras el estallido de la Segunda Guerra Mundial, el primogénito de Magda, Harald, se convirtió en piloto de la Luftwaffe y acudió a luchar al frente, mientras que Magda siguió mostrando la imagen de una madre patriótica, preparándose para ser enfermera de la Cruz Roja y trabajando para la compañía electrónica Telefunken, para lo cual viajaba en autobús al igual que sus compañeros de trabajo. Del mismo modo, Magda se involucró en actividades destinadas a entretener a las esposas de los dirigentes extranjeros así como al apoyo de las tropas y a la ayuda de las viudas de guerra.
Tanto Goebbels como Magda obtuvieron beneficios personales al igual que un mayor estatus social gracias a su relación con Hitler, a quien el matrimonio apoyó públicamente. En privado, no obstante, Magda expresó sus dudas, especialmente desde que la guerra empezase a resultar desfavorable en el Frente Oriental. El 9 de noviembre de 1942, durante una reunión con amigos en la cual se escuchó un discurso de Hitler, Magda apagó la radio y exclamó: «¡Dios mío, qué montón de basura!», mientras que en 1944, la propia Magda dijo de Hitler: «Ya no escucha las voces de la razón. Aquellos que le dicen lo que quiere oír son los únicos a los que cree».
No existen evidencias de que Magda intentase intervenir para salvar a su padrastro judío del Holocausto. Si bien su destino resulta desconocido, se asume que pereció en los campos de concentración. No obstante, Felix Franks, un judío alemán que posteriormente se convertiría en soldado británico, declaró que sus abuelos obtuvieron un visado para poder abandonar Alemania gracias a la ayuda de Magda:

Mi padre y mi madrastra fueron dejados atrás en Alemania pero, dos días antes de que la guerra empezase, se les pidió acudir a los cuarteles de la Gestapo y se les otorgó un visado de salida. Hay una historia en la familia la cual retrocede a la Primera Guerra Mundial cuando a mis abuelos adoptivos se les pidió dar refugio a una mujer joven que había sido desplazada por la guerra en Bélgica. ¡Pese a que tenía un padrastro judío, eventualmente se casó con Joseph Goebbels! Mi madrastra cree que tal vez actuó como una especie de mano protectora y estuvo involucrada en el visado de salida. Ciertamente, la noche antes de la Kristallnacht, recibieron una llamada anónima advirtiendo a mi padre de no ir a casa esa noche e ir a algún lugar seguro. Mi madrastra juró que era Magda Goebbels.

Preguntada en una ocasión por el antisemitismo de su esposo, Magda respondió: «El Führer lo quiere así, y Joseph debe obedecer». Afligida por un corazón débil y una salud delicada, Magda sufrió largos periodos de enfermedad. Hacia el final de la guerra, padeció de depresión severa y neuralgia del trigémino; pese a lo inofensivo de la enfermedad, esta le causaba un dolor facial intenso que con frecuencia la obligaba a guardar cama así como a sufrir episodios de hospitalización los cuales se prolongaron hasta el mes de agosto de 1944.

### Suicidio
A finales del mes de abril de 1945, el Ejército Rojo entró en Berlín, motivo por el cual la familia Goebbels se trasladó al Vorbunker, un refugio conectado con la parte inferior del Führerbunker, bajo el jardín de la Cancillería del Reich. Allí, Magda escribió una carta de despedida a su hijo Harald, quien en aquel entonces se hallaba en África del Norte como prisionero de guerra:

¡Mi amado hijo! Ya llevamos seis días en el Führerbunker—papá, tus seis hermanos pequeños y yo, para la seguridad de dar a nuestras vidas nacionalsocialistas el único fin honorable posible... Sabrás que me quedé aquí contra la voluntad de papá, y que incluso el pasado domingo el Führer quería ayudarme a salir. Conoces a tu madre—tenemos la misma sangre, para mí no había duda. Nuestra gloriosa idea está arruinada y con ella todo lo hermoso y maravilloso que he conocido en mi vida. El mundo que viene después del Führer y el nacionalsocialismo ya no vale la pena vivirlo y por lo tanto me llevo a los niños conmigo, porque son demasiado buenos para la vida que seguiría, y un Dios misericordioso me entenderá cuando les dé la salvación... Los niños son maravillosos... Nunca hay una palabra de reproche o llanto. Los impactos están sacudiendo el búnker. Los niños mayores arropan a los más jóvenes, su presencia es una bendición y hacen sonreír al Führer de vez en cuando. Que Dios me ayude a tener la fuerza para hacer lo último y más duro. Solo nos queda un objetivo: lealtad al Führer incluso en la muerte. Harald, mi querido hijo—quiero darte lo que aprendí en vida: ¡sé leal! Leal a tí mismo, leal a la gente y leal a tu país... Siéntete orgulloso de nosotros e intenta mantenernos en la memoria...

Joseph Goebbels añadió una posdata a la última voluntad y testamento de Adolf Hitler el 29 de abril estableciendo que desobedecería la orden de abandonar Berlín «por razones de humanidad y lealtad personal». De hecho, declaró que Magda y sus hijos apoyaban su negativa a dejar la capital así como su determinación de morir en el búnker, argumentando que de ser mayores los niños hubiesen apoyado la decisión de suicidarse.
Magda fue una de las últimas personas en ver tanto a Hitler como a Eva Braun antes de que ambos se suicidasen la tarde del 30 de abril. Al día siguiente, Magda y Joseph dispusieron que el dentista de las SS Helmut Kunz inyectase morfina a sus seis hijos con el fin de dejarlos inconscientes y así poder introducirles una ampolla de cianuro en la boca. Kunz declaró posteriormente haber inyectado morfina a los niños, pero afirmó que fueron Magda y el Obersturmbannführer Ludwig Stumpfegger, médico personal de Hitler, quienes administraron las ampollas. El autor James P. O'Donnell concluyó que a pesar de que Stumpfegger estuvo probablemente involucrado al momento de drogar a los niños, fue la propia Magda quien los mató. Según O'Donnell, los testigos vertieron toda la culpa sobre Stumpfegger puesto que era un objetivo conveniente debido a su muerte al día siguiente. De hecho, O'Donnell afirmó que el médico probablemente estaba demasiado intoxicado en aquel momento como para haber tenido un papel relevante en las muertes.
Supuestamente, Magda había contemplado e incluso mencionado la posibilidad de matar a sus hijos un mes antes. De acuerdo con la cuñada de su primer esposo y amiga Ello Quandt, Magda le dijo que todos iban a tomar veneno:

Hemos demandado cosas monstruosas de los alemanes, tratado a otras naciones con despiadada crueldad. Por eso los vencedores exigirán su completa venganza... No podemos dejarles que crean que somos cobardes. Todo el mundo tiene derecho a vivir. Nosotros no tenemos ese derecho—lo hemos perdido. Me hago responsable [...] Creí en Hitler y durante bastante tiempo en Joseph Goebbels... Supón que sigo viva, sería inmediatamente arrestada e interrogada sobre Joseph. Si digo la verdad tengo que revelar la clase de hombre que era—tengo que describir todo lo que ocurrió detrás de escena. Entonces cualquier persona respetable se alejaría de mí con disgusto. Sería igualmente imposible hacer lo opuesto—eso es defender lo que él ha hecho, justificarlo ante sus enemigos, hablar por él con verdadera convicción... Eso iría contra mi conciencia. Así que ya ves, Ello, sería completamente imposible para mí seguir viviendo. Nos llevaremos a los niños con nosotros, son demasiado buenos, demasiado hermosos para el mundo que se avecina. En los próximos días Joseph será recordado como uno de los más grandes criminales que Alemania haya creado. Sus hijos oirían decir eso a diario, la gente los atormentaría, despreciaría y humillaría. Tendrían que soportar la carga de sus pecados y la venganza los destrozaría... Todo eso ha ocurrido antes. Sabes cómo en ese momento te dije francamente lo que dijo el Führer en el Café Anast en Múnich cuando vio al pequeño chico judío, ¿recuerdas? Que le gustaría aplastarlo como un insecto en la pared... No podía creerlo y pensé que era solo un comentario provocador. Pero realmente lo hizo más tarde. Todo fue tan inexplicablemente horrible...

Al parecer, Magda rechazó numerosas ofertas de salvación, como una propuesta de Albert Speer de sacar a los niños fuera de Berlín, insistiendo en que la familia entera debía permanecer al lado de Goebbels. En el Führerbunker, Magda confió a Traudl Junge, secretaria de Hitler: «Prefiero que mis hijos mueran a que vivan en desgracia [...] Mis hijos no tienen ninguna posibilidad en Alemania después de la guerra».
El último superviviente del búnker, Rochus Misch, dio su versión de los hechos a la BBC:

Justo después de la muerte de Hitler, Mrs. Goebbels bajó al búnker con sus hijos. Empezó a prepararse para matarlos. No podría haber hecho eso sobre tierra—había otras personas allí que la hubiesen detenido. Por eso bajó las escaleras—porque a nadie más se le permitía entrar en el búnker. Bajó con el propósito de matarlos.

Magda ayudó a las niñas a ponerse camisones de color blanco, peinando a continuación su cabello. Misch, consciente de lo que estaba a punto de suceder, trató de concentrarse en su labor. A continuación, Magda regresó al Vorbunker con sus hijos. Poco después, Werner Naumann descendió al Führerbunker e informó a Misch de que había visto al médico personal de Hitler dar algo «dulce» a los niños para beber. Aproximadamente dos horas después, Magda regresó al Führerbunker sola, con un aspecto pálido, los ojos enrojecidos y el rostro «paralizado», tras lo cual se sentó en una mesa y empezó a jugar al solitario. Goebbels se acercó a ella, si bien no dijo una sola palabra.
Tras la muerte de sus hijos, Magda y Joseph subieron al jardín de la Cancillería, donde se suicidaron. Existen diferentes versiones sobre lo ocurrido. Un testimonio afirma que ambos mordieron una ampolla de cianuro cerca del lugar donde Hitler había sido enterrado, tras lo cual cada uno recibió de inmediato un tiro de gracia. El ayudante de Goebbels, Günther Schwägermann, testificó en 1948 que ambos subieron las escaleras delante de él y salieron al jardín de la Cancillería. Schwägermann esperó en las escaleras, desde donde oyó el sonido de los disparos, tras lo cual ascendió los peldaños que le faltaban y, una vez fuera, vio los cuerpos sin vida del matrimonio. Siguiendo la orden dada por Goebbels, Schwägermann dispuso que un soldado de las SS efectuase varios disparos sobre el cuerpo de Joseph, el cual no se movió. Johannes Hentschel, maestro electromecánico de los apartamentos de Hitler, declaró posteriormente que Goebbels se había suicidado en su habitación en el búnker mientras que Magda se había quitado la vida en el Vorbunker en las primeras horas del 2 de mayo. Los cuerpos fueron posteriormente rociados con gasolina con el fin de que fuesen incinerados, si bien solo se quemaron parcialmente, no llegando a ser enterrados.
Los cuerpos carbonizados fueron hallados la tarde del 2 de mayo de 1945 por tropas soviéticas. El rostro de Magda estaba irreconocible en comparación con el de su esposo, cuyos rasgos faciales aún eran visibles. Por su parte, los cuerpos de los niños fueron encontrados en el Vorbunker vestidos con sus camisones, llevando las niñas cintas atadas en el pelo. Los restos de la familia Goebbels, así como los de Hitler, Eva Braun, el general Hans Krebs y Blondi, la perra de Hitler, fueron enterrados y exhumados en repetidas ocasiones. El último entierro tuvo lugar en las instalaciones del SMERSH en Magdeburgo el 21 de febrero de 1946. En 1970, Yuri Andropov, director de la KGB, autorizó la operación destinada a destruir los restos. El 4 de abril de 1970, un equipo soviético de la KGB exhumó cinco ataúdes de madera en las instalaciones de Magdeburgo, procediendo inmediatamente a su destrucción para después esparcir los restos en el río Biederitz, un afluente del cercano río Elba.